# László Pusztai
László Pusztai (1. března 1946 Szentes – 6. července 1987 Polgárdi) byl maďarský fotbalista, útočník. Zemřel na následky dopravní nehody.

## Fotbalová kariéra
V maďarské lize hrál za Szegedi EAC, Budapest Honvéd FC a Ferencvárosi TC. V letech 1976 a 1981 získal s Ferencvárosi TC dva mistrovské tituly a v letech 1976 a 1978 získal se stejným klubem maďarský pohár. V Poháru mistrů evropských zemí nastoupil v 2 utkáních a dal 2 góly,v Poháru vítězů pohárů nastoupil ve 13 utkáních a dal 4 góly a v Poháru UEFA nastoupil v 6 utkáních a dal 4 góly. Za maďarskou reprezentaci nastoupil v letech 1970–1979 ve 25 utkáních a dal 5 gólů. Byl členem maďarské reprezentace na Mistrovství světa ve fotbale 1978, nastoupil ve 2 utkáních.

## Ligová bilance
| Ročník                                | Zápasy | Góly | Klub               |
| ------------------------------------- | ------ | ---- | ------------------ |
| Nemzeti bajnokság I 1967              | 21     | 4    | Szegedi EAC        |
| Nemzeti bajnokság I 1968              | 24     | 7    | Szegedi EAC        |
| Nemzeti bajnokság I 1969              | 27     | 12   | Budapest Honvéd FC |
| Nemzeti bajnokság I 1970              | 13     | 7    | Budapest Honvéd FC |
| Nemzeti bajnokság I 1970/71           | 22     | 7    | Budapest Honvéd FC |
| Nemzeti bajnokság I 1971/72           | 23     | 7    | Budapest Honvéd FC |
| Nemzeti bajnokság I 1972/73           | 23     | 13   | Budapest Honvéd FC |
| Nemzeti bajnokság I 1973/74           | 20     | 4    | Budapest Honvéd FC |
| Nemzeti bajnokság I 1974/75           | 23     | 6    | Ferencvárosi TC    |
| Nemzeti bajnokság I 1975/76           | 25     | 8    | Ferencvárosi TC    |
| Nemzeti bajnokság I 1976/77           | 31     | 8    | Ferencvárosi TC    |
| Nemzeti bajnokság I 1977/78           | 23     | 4    | Ferencvárosi TC    |
| Nemzeti bajnokság I 1978/79           | 24     | 6    | Ferencvárosi TC    |
| Nemzeti bajnokság I 1979/80           | 26     | 3    | Ferencvárosi TC    |
| Nemzeti bajnokság I 1980/81           | 8      | 1    | Ferencvárosi TC    |
| Rakouská fotbalová Bundesliga 1980/81 | 18     | 4    | SC Eisenstadt      |
| Rakouská fotbalová Bundesliga 1982/83 | 15     | 1    | SC Eisenstadt      |
| CELKEM                                | -      | 0    |                    |